# 219P/LINEAR
219P/ LINEAR è una cometa periodica appartenente alla famiglia delle comete gioviane scoperta dal programma di ricerca astronomica LINEAR. Al momento della scoperta, il 5 giugno 2002, fu ritenuta un asteroide e come tale denominata, solo nel novembre 2003 fu scoperto che le immagini riprese il 29 ottobre 2003 mostravano la sua natura cometaria. La sua riscoperta il 17 aprile 2009 da parte degli astrofili Paul Camilleri, Ernesto Guido, Enrico Prosperi e Giovanni Sostero ha permesso di numerarla.